# Distrito electoral de Lynnville (Illinois)
Lynnville (en inglés: Lynnville Precinct) es un distrito electoral ubicado en el condado de Morgan en el estado estadounidense de Illinois. En el Censo de 2010 tenía una población de 610 habitantes y una densidad poblacional de 12,37 personas por km².

## Geografía
Según la Oficina del Censo de los Estados Unidos, Lynnville tiene una superficie total de 49.3 km², de la cual 49.29 km² corresponden a tierra firme y (0%) 0 km² es agua.

## Demografía
Según el censo de 2010, había 610 personas residiendo en Lynnville. La densidad de población era de 12,37 hab./km². De los 610 habitantes, Lynnville estaba compuesto por el 98.69% blancos, el 0.82% eran afroamericanos, el 0.16% eran amerindios, el 0.33% eran asiáticos, el 0% eran isleños del Pacífico, el 0% eran de otras razas y el 0% pertenecían a dos o más razas. Del total de la población el 1.97% eran hispanos o latinos de cualquier raza.